# 北部担当国務大臣
北部担当国務大臣（ほくぶたんとうこくむだいじん、英語: Secretary of State for the Northern Department）は、グレートブリテン王国に設けられていた内閣の役職である。北部省を管轄していたが、1782年に内務省に移管され廃止された。

## 歴史
1660年に二人制だった国王秘書長官（国務大臣）が職務を分割されたのが始まりで、北部担当国務大臣と南部担当国務大臣が創設された。
1707年の合同法施行前、国務大臣の責務はイングランド政府に果たされており、スコットランドを含むグレートブリテン全域を覆っているわけでは無かった。スコットランドとの連合王国成立後も、空席を挟んではいたが1746年までスコットランド大臣が役職として置かれていた。
元々北部担当国務大臣も南部担当国務大臣も権限ではなく地理的要素によって分けられていた。なお、北部担当国務大臣のほうが後に設置された役職である。北部担当国務大臣は北欧のプロテスタント諸国との外交を担っており、南部担当国務大臣はヨーロッパのカトリック及びイスラム諸国と関係を持っていた。1782年に北部省が内務省に、南部省が外務省に移管された。
18世紀、貴族階級の人物が北部担当国務大臣に就いていた場合はしばしば貴族院院内総務も兼任していた。

## 歴代大臣
以下1660年～1782年
| 写真 | 名前                                                            | 在任期間       | 在任期間       |
| ---- | --------------------------------------------------------------- | -------------- | -------------- |
|      | サー・ウィリアム・モーリス                                      | 1660年5月27日  | 1668年9月29日  |
|      | サー・ジョン・トレヴァー                                        | 1668年9月29日  | 1672年7月8日   |
|      | ヘンリー・コヴェントリー                                        | 1672年7月8日   | 1674年9月11日  |
|      | サー・ジョセフ・ウィリアムソン                                  | 1674年9月11日  | 1679年2月20日  |
|      | 第2代サンダーランド伯爵ロバート・スペンサー                     | 1679年2月10日  | 1680年4月26日  |
|      | サー・レオライン・ジェンキンス                                  | 1680年4月26日  | 1681年2月2日   |
|      | 初代コンウェイ伯爵エドワード・コンウェイ                        | 1681年2月2日   | 1683年1月      |
|      | 第2代サンダーランド伯爵ロバート・スペンサー                     | 1683年1月28日  | 1684年         |
|      | シドニー・ゴドルフィン                                          | 1684年4月17日  | 1684年8月24日  |
|      | 第2代ミドルトン伯爵チャールズ・ミドルトン                       | 1684年8月24日  | 1688年10月28日 |
|      | 初代プレストン子爵リチャード・グラハム                          | 1688年10月29日 | 1688年12月2日  |
|      | 第2代ノッティンガム伯爵ダニエル・フィンチ                       | 1689年3月5日   | 1690年12月26日 |
|      | 初代シドニー子爵ヘンリー・シドニー                              | 1690年12月26日 | 1692年3月3日   |
|      | サー・ジョン・トレンチャード                                    | 1693年3月23日  | 1694年3月2日   |
|      | 初代シュルーズベリー公爵チャールズ・タルボット                  | 1694年3月2日   | 1695年5月3日   |
|      | サー・ウィリアム・トランブル                                    | 1695年5月3日   | 1697年12月2日  |
|      | ジェームス・ヴァーノン                                          | 1697年12月2日  | 1700年11月5日  |
|      | サー・チャールズ・ヘッジス                                      | 1700年11月5日  | 1701年12月29日 |
|      | ジェームス・ヴァーノン                                          | 1702年1月4日   | 1702年5月1日   |
|      | サー・チャールズ・ヘッジス                                      | 1702年5月2日   | 1704年5月18日  |
|      | ロバート・ハーレー                                              | 1704年5月16日  | 1708年2月13日  |
|      | ヘンリー・ボイル                                                | 1708年2月13日  | 1710年9月21日  |
|      | 初代ボリングブルック子爵ヘンリー・シンジョン                    | 1710年9月21日  | 1713年8月17日  |
|      | サー・ウィリアム・ブロムリー                                    | 1713年8月17日  | 1714年9月17日  |
|      | 第2代タウンゼンド子爵チャールズ・タウンゼンド                   | 1714年9月17日  | 1716年12月12日 |
|      | 第3代サンダーランド伯爵チャールズ・スペンサー                   | 1717年4月12日  | 1718年3月2日   |
|      | 初代スタンホープ伯爵ジェームズ・スタンホープ                    | 1718年3月19日  | 1721年2月4日   |
|      | 第2代タウンゼンド子爵チャールズ・タウンゼンド                   | 1721年2月6日   | 1730年5月16日  |
|      | 初代ハリントン男爵ウィリアム・スタンホープ                      | 1730年6月19日  | 1742年2月12日  |
|      | 第2代カートレット男爵ジョン・カートレット                       | 1742年2月12日  | 1744年11月24日 |
|      | 初代ハリントン伯爵ウィリアム・スタンホープ                      | 1744年11月24日 | 1746年1月      |
|      | 第2代グランヴィル伯爵ジョン・カートレット                       | 1746年2月12日  | 1746年3月      |
|      | 初代ハリントン伯爵ウィリアム・スタンホープ                      | 1746年3月      | 1746年10月19日 |
|      | 第4代チェスターフィールド伯爵フィリップ・スタンホープ           | 1746年10月29日 | 1748年2月6日   |
|      | 初代ニューカッスル公爵トマス・ペラム＝ホールズ                  | 1748年2月6日   | 1754年3月23日  |
|      | 第4代ホルダーネス伯爵ロバート・ダーシー                         | 1757年4月      | 1757年6月      |
|      | 第3代ビュート伯爵ジョン・ステュアート                           | 1761年3月25日  | 1762年5月27日  |
|      | ジョージ・グレンヴィル                                          | 1762年6月5日   | 1762年10月9日  |
|      | 第2代ハリファックス伯爵ジョージ・モンタギュー＝ダンク           | 1762年10月14日 | 1763年9月9日   |
|      | 第4代サンドウィッチ伯爵ジョン・モンタギュー                     | 1763年9月9日   | 1765年7月10日  |
|      | 第2代ハリファックス伯爵ジョージ・モンタギュー＝ダンク           | 1763年9月      | 1765年7月      |
|      | 第3代グラフトン公爵オーガスタス・フィッツロイ                   | 1765年7月12日  | 1766年5月14日  |
|      | ヘンリー・シーモア・コンウェイ                                  | 1766年5月23日  | 1768年1月20日  |
|      | 第3代ウェイマス子爵トマス・シン                                 | 1768年1月20日  | 1768年10月21日 |
|      | 第4代ロッチフォード伯爵ウィリアム・ナッソー・ド・ザイレステイン | 1768年10月21日 | 1770年12月19日 |
|      | 第4代サンドウィッチ伯爵ジョン・モンタギュー                     | 1770年12月19日 | 1771年1月12日  |
|      | 第2代ハリファックス伯爵ジョージ・モンタギュー＝ダンク           | 1771年1月22日  | 1771年6月6日   |
|      | 第12代サフォーク伯爵ヘンリー・ハワード                          | 1771年6月12日  | 1779年3月7日   |
|      | 第7代ストーモント子爵デイヴィッド・マレー                       | 1779年10月27日 | 1782年3月27日  |